# Borová (Slowakei)
Borová (deutsch Joachimsthal, ungarisch Fenyves – bis 1888 Borova) ist eine Gemeinde im Westen der Slowakei mit 454 Einwohnern (Stand 31. Dezember 2024). Sie gehört zum Okres Trnava, einem Teil des Trnavský kraj.

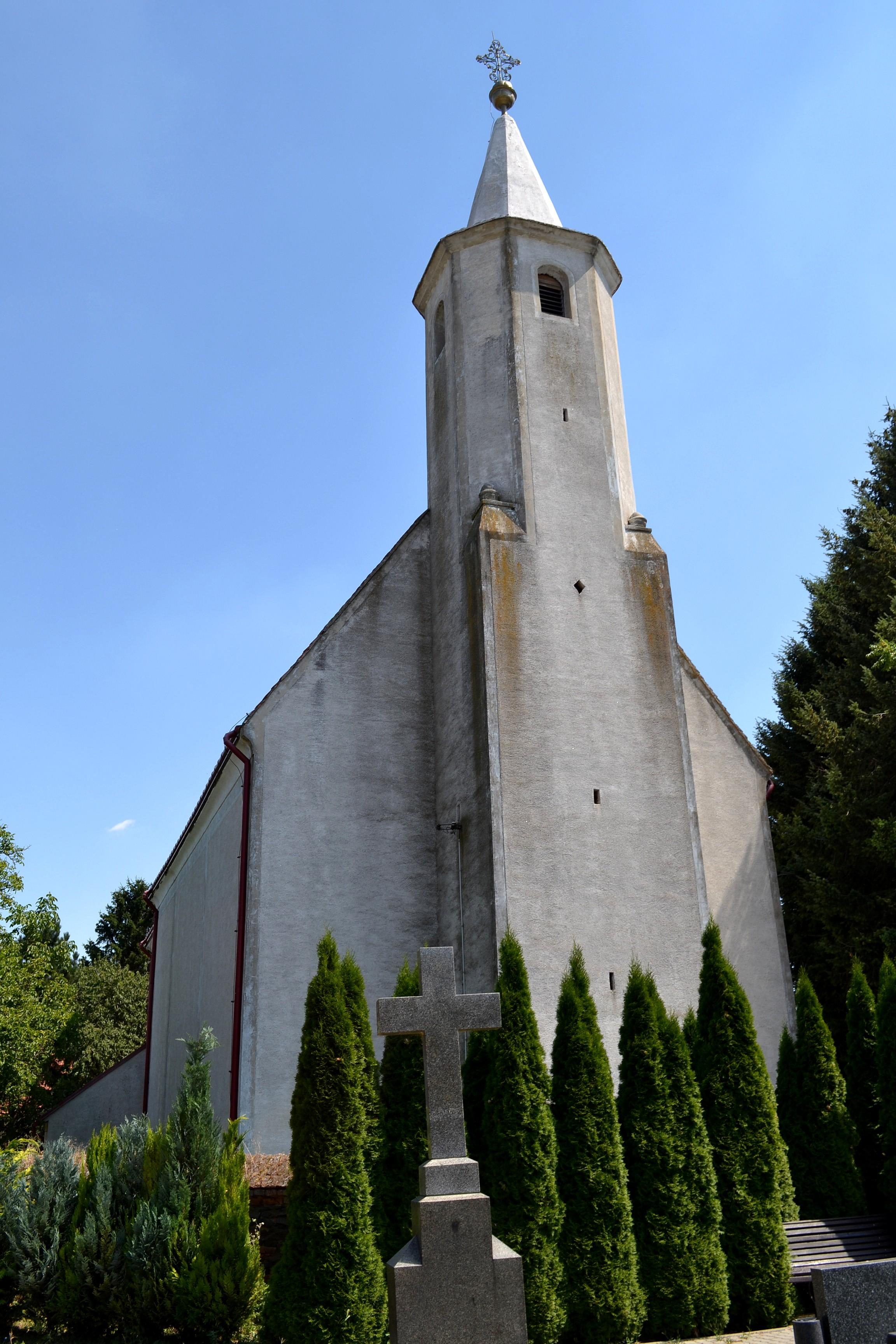
Kirche

## Geographie
Die Gemeinde befindet sich im Westteil des Hügellandes Trnavská pahorkatina in einem sanften Tal. Das Ortszentrum liegt auf einer Höhe von 234 m n.m. und ist 12 Kilometer von Trnava entfernt.
Nachbargemeinden sind Dlhá im Norden, Ružindol im Südosten, Budmerice im Süden, Štefanová im Westen und Doľany im Nordwesten.

## Geschichte
Der Ort wurde zum ersten Mal 1589 als Joachimsthall schriftlich erwähnt und wurde auf die Initiative von Nikolaus Pálffy nordöstlich des bestehenden Ortes Budmerice gegründet. Das neu gegründete Dorf gehörte zum Herrschaftsgut der Bibersburg.
1715 hatte die Ortschaft Weingärten und 15 Steuerpflichtige, 1828 zählte man 47 Häuser und 338 Einwohner, deren Haupteinnahmequellen Landwirtschaft und Weinbau waren.
Bis 1918 gehörte der im Komitat Pressburg liegende Ort zum Königreich Ungarn und kam danach zur Tschechoslowakei beziehungsweise heute Slowakei.

## Bevölkerung
| Jahr                | 1994 | 2004     | 2014     | 2024     |
| ------------------- | ---- | -------- | -------- | -------- |
| Anzahl der Personen | 300  | 347      | 408      | 454      |
| Unterschied         |      | +15,66 % | +17,57 % | +11,27 % |

| Jahr                | 2023 | 2024    |
| ------------------- | ---- | ------- |
| Anzahl der Personen | 457  | 454     |
| Unterschied         |      | −0,65 % |

Nach der Volkszählung 2011 wohnten in Borová 396 Einwohner, davon 367 Slowaken sowie ein Magyare. 28 Einwohner machten diesbezüglich keine Angabe. 308 Einwohner bekannten sich zur römisch-katholischen Kirche, jeweils drei Einwohner zur evangelischen Kirche A. B. und zur kongregationalistischen Kirche sowie ein Einwohner zur griechisch-katholischen Kirche; ein Einwohner bekannte sich zu einer anderen Konfession. 34 Einwohner waren konfessionslos und bei 46 Einwohnern wurde die Konfession nicht ermittelt.

## Bauwerke
- römisch-katholische Stephanskirche im frühbarocken Stil, gegen 1670 errichtet